# Ascheregen
Ascheregen ist eine 2017 gegründete deutsche Hard-Rock-Band aus dem Genre Heavy Metal.

## Geschichte
Die Band Ascheregen wurde im Jahr 2017 gegründet. Treibendes Element war Andreas Püschel (alias Kratos P.), der früher schon bei den Bands Asgard und Hammerschmitt gespielt hat. Nachdem er die Band mit Lilith Frost, Daniel Van Helsing, Leroy Blanche und Herbert Maul besetzt hatte, holte er als männlichen Gesangspart Marc Debus (alias Kaleun Cronos) in die Band, der in den Endachtzigern bei der Punkband Schleifstein gesungen hatte. Mit ihm und Thomas Göttlich (Grave Digger, Rebellion, Schleifstein u. a.) hatte er 2005 bereits ein Bandprojekt, das aus vertraglichen Gründen allerdings niemals eine Veröffentlichung getätigt hat. Mit dieser Besetzung war das Line-up von Ascheregen komplett, dass dann bei Pure Steel Records für das Album Untot unter Vertrag genommen wurde.
Seit 2018 wird die Band nach dem Ausscheiden von Leroy Blanche durch Detlef Schröder am Schlagzeug unterstützt, der auf mehr als 1600 Liveauftritte zurückblicken kann. Hier hat die Band einen ausdrucksstarken Mann für die Rhythmusgruppe gewinnen können.

## Stil und Rezensionen
Die Musik der Band zeichnet sich durch die Gitarren- und Keyboardlinien aus, die sich am Hard Rock der achtziger Jahre orientieren. Als ungewöhnliches Stilelement kommt der Doppelgesang in deutscher Sprache hinzu, der zu polarisierenden Kritiken bezüglich des Debütalbums geführt hat. Das Magazin Rock Hard vergleicht die Musik mit dem DDR-Metal der 1980er-Jahre, da ausnahmslos Deutsch gesungen wird, und vergab in der Märzausgabe 2019 7,5 Punkte für das Album. Metal Hammer hingegen ordnet die Musik und den Gesang, ebenfalls in seiner Märzausgabe 2019, eher dem Deutschrock zu und bewertet die Texte und Reime eher negativ.  Deshalb vergab das Magazin im Gesamten nur einen Punkt für das Album. Das E-Zine Bleeding4metal sieht dies wiederum eher positiv und lobt die musikalische und textliche Umsetzung und deren Inhalt, mit dem Kommentar, dass hier kein Fremdschämen angesagt sei. Das Magazin Hellfire bezeichnet das Album Untot als absolut hörenswert, auch wenn die deutsche Sprache ungewohnt sei, da man auf Englischen Gesang in diesem Bereich der Musik konditioniert sei. Um dies selbst beurteilen zu können, kann man sich mit den auf metalkingdom.net veröffentlichten Texten beschäftigen.
Musikalisch orientieren Ascheregen sich am Hard Rock und Heavy-Metal der frühen Jahre, und das musikalische Songwriting wurde vornehmlich von Andreas Püschel übernommen, wobei Marc Debus und Lilith Frost, die für den Großteil der Texte verantwortlich zeichnen, und Daniel van Helsing sich hier bei einigen Songs ebenfalls eingebracht haben. Die Gitarrenlinien sind laut der Reviews des Rock-Hard-Magazins durchgehend hochklassig, während die Keyboards von Daniel van Helsing eher Einflüsse des Gothic Rock mit in die Musik einbringen. Das Metal Bulletin Zine aus Seattle sieht in den Keyboards das Stilmittel, dass das Gefühl des 1980er Hard Rock unterstreicht und prägnant unterstützt. Gleichzeitig sagt das Magazin zu den Keyboards: Sometimes the keyboards have the classic and fun feeling of 1980s rock.

## Diskografie
Das erste Album Untot ist eine Mischung verschiedener Einflüsse des Heavy Metal und Hard Rock der 1980er-Jahre mit deutschen Texten. Seit Dezember 2018 arbeitet die Band an neuem Material für ihre zweite Studioproduktion.

### Alben
- 2019 – Untot (Pure Steel Records)[1]

### Videoclips
- 2018 – Untot (Produktion Gebrüder Rupp), Titelsong zum Album